# Vidice (district de Domažlice)
Pour les articles homonymes, voir Vidice.
Vidice (en allemand : Widlitz, précédemment : Wiedlitz) est une commune du district de Domažlice, dans la région de Plzeň, en République tchèque. Sa population s'élevait à 167 habitants en 2017.

## Géographie
Vidice se trouve à 8 km au nord-est de Hostouň, à 21 km au nord-nord-ouest de Domažlice, à 42 km à l'ouest-sud-ouest de Plzeň et à 126 km à l'ouest-sud-ouest de Prague.
La commune est limitée par Stráž et Staré Sedlo au nord, par Mířkov à l'est, par Horšovský Týn au sud, et par Hostouň à l'ouest.

## Histoire
La première mention écrite de la localité date de 1362.

## Administration
La commune se compose de trois quartiers :
- Chřebřany
- Libosváry
- Vidice